# Vörösmarty Színház
A székesfehérvári Vörösmarty Színház Magyarország egyik nagy múltú és tekintélyes színháza. 1874-ben alapították, főépülete, mely a Belvárosban található, az ország egyik első profi kőszínháza. Színpadán a legkiválóbb magyar színművészek léptek fel történetének több mint százötven esztendejében. Az elmúlt évtizedek és korunk színésznemzedékeinek tagjai közül is sokan kezdték pályafutásukat ezen a helyen. 1913 óta viseli Vörösmarty Mihály költő nevét. Igazgatója 2012 óta Szikora János Jászai Mari-díjas rendező, színész.

## Az előzmények
Fehérvár közönsége a kőszínház megépítése előtt sem maradt ki a színházi életből, hiszen addig a kor legendás színművészei a város fogadóiban léptek fel. A városban megforduló színtársulatok a XVIII. század végén és a XIX. század elején a német többségű belváros és a városban állomásozó osztrák tisztikar igényeinek megfelelően németajkúak voltak; az első magyar színtársulat 1813 októberében jelent meg a városban. Kultsár István pest-budai társulata ekkor mindössze nyolc napig játszott a fehérvári publikumnak, de a következő év tavaszán és őszén már egy-egy hónapot töltöttek itt, összesen 47 estén léptek fel teljes társulattal, valamennyi színjátéktípussal.
A társulat feloszlása után, amikor úgy látszott, hogy a magyar színművészet ügye ismét holtpontra jut, Fejér megye közönsége közadakozásból hosszú időre otthont adott a magyar színészet legjobb művelőinek. Az 1818-1837 között működő „Székesfehérvári Nemzeti Játék Színi Társulat” otthona a Kossuth utcai Győry-ház volt. A ház egyik felében a Pelikán fogadó, a másikban a „theatrum szálája” helyezkedett el, ahol egyébként már 1790-től kezdve tartottak színielőadásokat. A hatalmas terem – amely 1873 augusztusában összedőlt – egyik végében a karzat, a másikon a színpad, a zsinórpadlás és az öltözők kaptak helyet.
A vármegye sokrétűen pártolta a színjátszást: átvállalta az igazgatás anyagi terheit, ingyenesen a társulat rendelkezésére bocsátotta a Pelikán fogadó nagytermét és biztosította a színészek elszállásolását a Bajzáth-házban, a Pelikán nagytermét pedig nagyrészt adományokból és felajánlásokból alakították át színházzá.
Ürményi József, Fejér vármegye főispánja elismerőleg írt erről a színházról: „A színházat igen színesnek találtam, jól van világítva, erős fénylámpával a közepén, mint a pesti vagy a budai jól ellátott színházban, a zenekar 16 tagból áll, a ruhatár pedig nagyszerűbb, mint Pesten.”
A vármegyei igazgatás komolyan vette a színjátszás nyelvművelésben betöltött szerepét, de ismerte nemesi pártolói igényeit is. Ezért az első hónapok után, amikor a vándorszínészet Kotzebue-ra és a vígjátékokra épített átlagműsorát játszották, egyértelműen a vitézi játékok és a szomorújátékok irányába mozdították el a repertoárt, és - mintegy learatva az 1810-es évek drámafejlődésének eredményeit - a magyar tematika és az eredetiség szempontjait igyekeztek érvényesíteni. Műsorukra mihamar felkerültek a kortárs témájú, máshol már cenzúra tiltotta művek, amelyeket aztán a társulat nagy sikerrel játszott más városokban, köztük Pest-Budán is.
A színház jelentősége kezdettől fogva túlnőtt a kis vidéki város méretein, s működése a magyar színészet történetének fontos fejezete. Kiemelkedő szerepe nem csak abban nyilvánult meg, hogy a budai színészet válsága idején helyet adott a magyar Tháliának, foglalkoztatta Kántornét, Dérynét, Szentpétery Zsigmondot, Lendvainét, útnak indította Laborfalvi Rózát és számos más nagy színészünket, hanem abban is, hogy a Győry-ház színpadán mutatták be az új magyar drámairodalom első jelentős alkotásait.
Különösen Kisfaludy Károly műveit játszották igen nagy sikerrel: a romantika első nemzedékének vezére öt darabot írt a fehérvári társulat számára (A tatárok Magyarországon, Ilka vagy Nándorfehérvár bevétele, Stibor vajda, A kérők, A pártütők). Kisfaludy drámáinak, vígjátékainak és történelmi tragédiáinak jelentősége az volt, hogy magyarul szólaltak meg és nemzeti érzést, hazaszeretetet hirdettek. 1820-ban Szammer Pál nyomdájában jelent meg a „Magyar Theátrumi Zseb Könyvetske”, amely így méltatja Kisfaludy munkásságát: „Méltó dicséretet és köszönetet érdemel Kisfaludy Károly úr munkás fáradozásáért: megmutatta a Tit. Szerző Úr, hogy a magyar nyelv komor valósága nemtsak a szomorú történetek lefestésére alkalmas, hanem az érzékeny és víg tárgyak gyengébb rajzolását is eltalálja, ha értő kéz vezérli az etsetet, amelynek követésére méltó példáját adta a szép Magyar Jambusokban írt eredeti darabjaival, melyekkel a Tek. Theatralis igazgatóság könyvtárát gazdagította.”
Nagy szerepe volt a fehérvári társulatnak a világ legnagyobb klasszikus drámaírója, William Shakespeare drámáinak magyar nyelven való bemutatásában is. Ezen a színpadon hangzott fel először magyarul Lear király panasza és a szomorú sorsú dán királyfi, Hamlet örök kérdése, a „lenni vagy nem lenni”. Itt találkozott a magyar közönség először a Macbeth-tel és a Makrancos hölgy is itt került először színpadra.
A fehérvári színjátszás további történetében az 1842/43-as évad tarthat számot különös figyelemre. Petőfi Sándor vándorszínész korszakának ideje ez, a Fehérvárott is játszó Szabó-társulatnál. A költő a „Párisi naplopó”-ban lépett először színre, Borostyán művésznéven.

## A színház története
A székesfehérvári Vörösmarty Színház hazánk egyik legújabb, és mégis a legrégebbiek közül való színháza. Az eredeti színház átadására 1874. augusztus 22-én került sor, az avatási ünnepségen a Kisfaludy Társaság képviseletében Jókai Mór és Gyulai Pál, a Tudományos Akadémia részéről pedig Arany László és Pulszky Ferenc jelent meg. Jókai alkalmi köszöntőjét Laborfalvi Róza mondta el; az avató díszelőadáson Katona József Bánk bánját mutatták be. A fehérvári színháznak nagy múltja, dicső szerepe volt a magyarországi színjátszás történetében. Színpadán a legkiválóbb magyar színművészek léptek fel: Varsányi Irén, Hegedűs Gyula, Rózsahegyi Kálmán, Ladomerszky Margit, Bajor Gizi.
A második világháború során, 1944-ben a nagy múltú színház elpusztult, teljesen kiégett. Széles körű társadalmi összefogás keretében a város lakossága újjáépítette a színházat, amely 1962. november 7-én nyitotta meg ismét a kapuit: ekkor a budapesti Nemzeti Színház mutatta be Vörösmarty Csongor és Tünde című darabját Törőcsik Mari és Bitskey Tibor főszereplésével, Marton Endre rendezésében. Az ördögfiókákat Garas Dezső, Gelley Kornél és Horváth József alakította, a további szereplők között Major Tamás, Ungváry László és Szirtes Ádám nevét is megtaláljuk.
Az 1962. évi alapító okirat nem színháznak, hanem „színházi célú művelődési intézménynek” nevezi a város színházát, de a közönség, a színházi emberek, a sajtó sohasem nevezte másként, mindig színháznak, ahogy az épület homlokzatán is ez áll: Vörösmarty Színház. A csak befogadószínházként működő fehérvári teátrum évtizedekig nem rendelkezett önálló társulattal. 1983-tól kezdődően azonban mind határozottabban kezdett törekedni az önállóságra, életre keltve megannyi kitűnő darabot, megteremtve ezzel a fehérvári színházi műhelyt, a saját arculatú alkotó munkát. Eleinte csak egy-egy bemutatóra szerződtettek színművészeket, de 1995 júniusában a városi önkormányzat lehetővé tette, hogy tíz fiatal színésszel (Brunner Márta, Fehér Adrienn, Horkay Péter, Németh Attila, Szabó P. Szilveszter, Szomor György, Tihanyi Lívia, Várfi Sándor, Zakariás Éva, Závodszky Noémi) létrejöjjön a színház társulatának magja. Ez a névsor 1997-ben tovább bővült: a Vörösmarty Színházhoz szerződött Kállay Ilona és Szabó Gyula – az önkormányzat ugyanis további tizenhat színművész szerződtetését biztosította. Ez azt jelentette, hogy a pályakezdő fiatalok mellé érettebb, tapasztaltabb művészek érkezhettek Fehérvárra, és a társulat azóta is folyamatosan bővül és változik. Évadról évadra egyre tekintélyesebb méretű társulat adja elő a színműveket és az előző évadok legnagyobb sikereit.
A következő több mint negyven év során nem történt felújítás az épületben. A színpadtechnika, az elektromos hálózat elavult, az épület állaga leromlott, így elkerülhetetlenné vált a felújítása. Több sikertelen pályázat után 2003-ban végre siker koronázta a város erőfeszítéseit, és sikerült központi támogatást nyerni a rekonstrukcióhoz. A befogadószínháznak épített házat a társulat már kinőtte, ezért a felújítási terv bővítést is magába foglalt, így valójában egy új színház épült Székesfehérváron. A Színházat a 2004 nyarán megkezdett teljes felújítás és átépítés befejezése után adták át a közönségnek. A négymilliárd forintos rekonstrukció során 3500 köbméter betont, 350 tonna acélt, 160 kilométernyi elektromos és informatikai kábelt, 16 kilométernyi gépészeti csövet, 1900 négyzetméter kőburkolatot használtak fel - gyakorlatilag egy vadonatúj teátrum várja a közönséget, hiszen a régi színházból csak a külső főfalak maradtak meg. A korábbi belső elrendezést teljesen szétbontották, a nézőtér visszakapta színházi jellegét, megszűnt az erkély, helyette páholyokat alakítottak ki és az egész nézőtér légkondicionált lett. Csúcstechnikát építettek be a színpadra is: új világítási hidak, új reflektorok, motoros díszlethúzók vették át a korábbi, mára már teljesen elavult színpadtechnika feladatait. A korábbi egyszerű forgószínpadot gyűrűs forgószínpad váltotta fel, ami azt jelenti, hogy a forgó közepe és gyűrűje egymástól függetlenül is mozgatható, értelemszerűen akár egymással ellentétes irányban is, ami látványos díszletváltásokat tesz lehetővé. Ugyancsak gyors és látványos díszletezést valósít meg az a 36 tagból álló díszletmozgató kocsi, amely a hátsó színpadról fél perc alatt áthúz egy teljesen felépített díszletet a színpadra.

## A színház ma
A Vörösmarty Színház repertoárja nagy, folyamatosan játszik prózai színműveket, tragédiákat, vígjátékokat, operákat, operetteket, sőt musicalt és gyermekdarabot is. A társulatnak több ismert, híres színésze van, sokan a pályájukat kezdték itt, mások idősebb korukban szerződtek a társulathoz, a vendégként itt játszó művészek száma is jelentős. A színházat 2012 augusztusa óta Szikora János igazgatja. Az épület maga Székesfehérvár egyik nevezetessége, a városban lakók büszkesége, kedvelt turistalátványosság.

### Művészeti vezetés
- Igazgatóː Szikora János
- Művészeti vezetőː Bagó Bertalan
- Fizikai színház tagozatvezetőː Horváth Csaba

### Társulat (2024/2025)[1]
- Andrássy Máté
- Ballér Bianka
- Decsi Edit
- Derzsi János
- Egyed Attila
- Gáspár Sándor
- Imre Krisztián
- Juhász Illés
- Kádas József
- Kelemen István
- Keller János
- Kerkay Rita
- Kiss Diána Magdolna
- Kovács Tamás
- Kozáry Ferenc
- Kricsár Kamill
- Krisztik Csaba
- Kuna Károly
- Ladányi Júlia
- Molnár G. Nóra
- Sarádi Zsolt
- Sághy Tamás
- Trokán Péter
- Váradi Eszter Sára
- Varga Mária
- Závodszky Noémi

## A színház igazgatói
- Radványi László (1962-1978)
- Szalai Vilmos (1978–1983)
- Péterffy Attila (1983–2003)
- Szurdi Miklós (2003–2008)
- Vasvári Csaba (2008–2011)
- Quintus Konrád (2011–2012) - megbízott igazgató
- Szikora János (2012–2025)[2]
- Dolhai Attila (2025–)[3]

## Előadások
A Színházi adattárban regisztrált bemutatók száma: 160. Ugyanitt huszonkilenc előadás fotó is látható.
Az első nyilvántartott előadás: A döntés órája
- Szereplő: Dávid Kiss Ferenc
- Rendező: Szőnyi G. Sándor
- A bemutató időpontja: 1972. március 22.

## Korábbi társulat
Megnyitása óta a Vörösmarty Színházban a magyar színjátszás szinte valamennyi szereplője megfordult már vagy tagként, vagy vendégművészként. A teljesség igénye nélkül az elmúlt évadokban olyan szereplői voltak a színháznak, mint:
- Bábinszki Ágnes
- Bajor Gizi
- Bakonyi Csilla
- Balogh Anna
- Balsai Móni
- Bartsch Kata
- Bata János
- Bende Ildikó
- Bitskey Tibor
- Brunner Márta
- Buch Tibor
- Crespo Rodrigo
- Csizmadia Gergely
- Cserepes Tünde
- Cserhalmi György
- Debreczeni Márta
- Drahota Andrea
- Farkas Gábor
- Fehér Adrienn
- Garas Dezső
- Gáspár Sándor
- Gelley Kornél
- Gerner Csaba
- Gulyás Balázs
- Guttin András
- Györgyi Anna
- Hegedűs Gyula
- Hernádi Szabolcs
- Horkay Péter
- Horváth József
- Hrisafis Gábor
- Incze Ildikó
- Janklovics Péter
- Juhász Diána
- Juhász Illés
- Kaszás Mihály
- Kállay Ilona
- Kelemen István
- Keller János
- Kozáry Ferenc
- Kuna Károly
- Laborfalvi Róza
- Ladomerszky Margit
- Major Tamás
- Makranczi Zalán
- Matus György
- Mertz Tibor
- Mézes Violetta
- Mihályfi Balázs
- Müller Júlia
- N. Deák Fruzsina
- Németh Attila
- Nyilas Edina
- Pusztaszeri Kornél
- Quintus Konrád
- Rózsahegyi Kálmán
- Safranek Károly
- Soltész Bözse
- Szabó Gyula
- Szabó P. Szilveszter
- Szabó Győző
- Szalay Marianna
- Szirtes Ádám
- Szomor György
- Tenczler Tímea
- Tihanyi Lívia
- Tóth Auguszta
- Tőkés Nikoletta
- Töreky Zsuzsa
- Törőcsik Mari
- Tűzkő Sándor
- Udvaros György
- Ullmann Mónika
- Ungváry László
- Varsányi Irén
- Vasvári Csaba
- Váradi Eszter Sára
- Várfi Sándor
- Zakariás Éva
- Závodszky Noémi
- Zsurzs Kati